# Acanthomysis pelagica
Acanthomysis pelagica är en kräftdjursart som först beskrevs av Pillai 1957.  Acanthomysis pelagica ingår i släktet Acanthomysis och familjen Mysidae. Inga underarter finns listade i Catalogue of Life.